# Distaplia occidentalis
Distaplia occidentalis är en sjöpungsart som beskrevs av Edward Nathaniel Bancroft 1899. Distaplia occidentalis ingår i släktet Distaplia och familjen Holozoidae. Inga underarter finns listade i Catalogue of Life.